# Selenaspidus griqua
Selenaspidus griqua är en insektsart som först beskrevs av Charles Kimberlin Brain 1918.  Selenaspidus griqua ingår i släktet Selenaspidus och familjen pansarsköldlöss. Inga underarter finns listade i Catalogue of Life.